# Listă a dinastiilor musulmane șiite
- Bujizi (934-1062)
- Djalairizi (1335-1432)
- Fatimizi (910-1171)
- Hamdanizi (890-1004)
- Hammudizi (1016-1073)
- Idrisizi (780-985)
- Ilhanizi (1256-1335)
- Kalbizi (948-1053)
- Marwanizi (983-1085)
- Mirdasizi (1024-1080)
- Rassizi (893-1973)
- Safavizi (1501-1736)